# Dorcadion ciscaucasicum
Dorcadion ciscaucasicum — вид жуков-усачей из подсемейства ламиин, рода корнеедов.

## Распространение
Распространён в России и на Кавказе.

## Описание
Жук длиной от 10 до 12 мм, Переднеспинка без приподнятых щетинок. Наружная спинная полоса почти в два раза уже общей шовной, немного уже плечевой.

## Экология
Обитает в степях.

## Классификация
В составе вид выделяют три подвида:
- Dorcadion ciscaucasicum ciscaucasicum Jakovlev, 1900
- Dorcadion ciscaucasicum mokrzeckii Jakovlev, 1902
- Dorcadion ciscaucasicum abramovi Lazarev, 2009